# Carrozze FS tipo 1959
Le carrozze "tipo 1959" delle Ferrovie dello Stato erano una serie di carrozze passeggeri costruite all'inizio degli anni sessanta del XX secolo per servizi di prestigio.

## Storia
Costruite pochi anni dopo rispetto alle carrozze "tipo 1955/57", condividevano con esse alcune caratteristiche innovative che le differenziavano dalle costruzioni precedenti, quali la lunghezza aumentata a 23.672 mm e la riduzione del numero degli scompartimenti, in seconda classe, da 10 a 9.
Si differenziavano invece per la maggiore altezza (4.076 mm contro 3.986) e per la presenza di aeratori sul tetto in corrispondenza di ogni scompartimento.
Le carrozze "tipo 1959" vennero costruite in 1.259 unità, ripartite in varie serie di prima classe (Az), di seconda classe (Bz), miste (ABz), di seconda classe con compartimento ristoro (BRz), di seconda classe a cuccette (Bcz) e miste a cuccette (AcBcz).
Le carrozze a cuccette, a causa della presenza di uno scompartimento di servizio, presentano una lunghezza maggiore delle altre (24.672 mm).
Le prime carrozze consegnate montavano carrelli di tipo 27, mentre le serie successive al 1963-64 furono equipaggiate con i più moderni carrelli tipo 24, poi montati anche su alcune unità delle prime forniture Questa caratteristica ha permesso di elevare le carrozze al Rango B, mentre su gran parte di esse, grazie all'adozione dei carrello 24 Au, la velocità massima passa da 140 a 160 km/h, fattore che ne ha permesso un proficuo e frequente utilizzo anche accoppiate alle più moderne carrozze UIC-X.
Contrariamente alle previsioni, le carrozze "tipo 1959" furono utilizzate solo saltuariamente nei servizi di prestigio per cui erano state realizzate: presto relegate ai servizi locali a causa dell'arrivo delle carrozze X, furono ritirate dal servizio con l'attivazione dell'orario di giugno 2001. 
Attualmente, in qualità di rotabili storici, ne sono conservati in ordine di marcia diversi esemplari, utilizzati in composizione ai treni d'epoca di Fondazione FS.

## Le livree utilizzate
La livrea originale di queste carrozze era il castano, con tetto color alluminio. Alcune unità furono dipinte in livrea azzurro e celeste, destinate ad entrare in composizione al "Treno Azzurro".
Le ultime serie delle carrozze, entrarono direttamente in servizio con l'allora nuova livrea grigio ardesia, successivamente estesa al resto del gruppo.
Negli anni ottanta la livrea grigio ardesia fu sostituita dalla livrea rosso fegato, grigio e beige, simile a quella delle carrozze UIC-X.
All'inizio degli anni duemila le carrozze a cuccette che furono sottoposte al processo di revamping adottarono la livrea XMPR in versione Treno Notte; anche in questo caso, analoga a quella delle carrozze UIC-X.

## Il revamping
A partire dagli anni ottanta, le carrozze tipo 1959 a cuccette, furono sottoposte ad un intervento di ricostruzione delle testate, nonché alla sostituzione dei vecchi intercomunicanti "a mantice", con quelli più moderni di tipo "tubolare".
Oltre alla modifica delle testate, fu effettuata anche la sostituzione delle porte originarie, con altre in alluminio (analogamente a quanto avvenuto per le vetture UIC-X).
A tutte le unità riqualificate, venne aggiunta la "T" alla nomenclatura della serie (quindi "carrozze tipo 1959T"), poiché tale lettera indica proprio le unità trasformate.

## Le unità cedute all'Albania
Intorno agli anni 2000, periodo in cui la carriera di queste carrozze si stava concludendo, alcune unità furono regalate alle Ferrovie Albanesi.

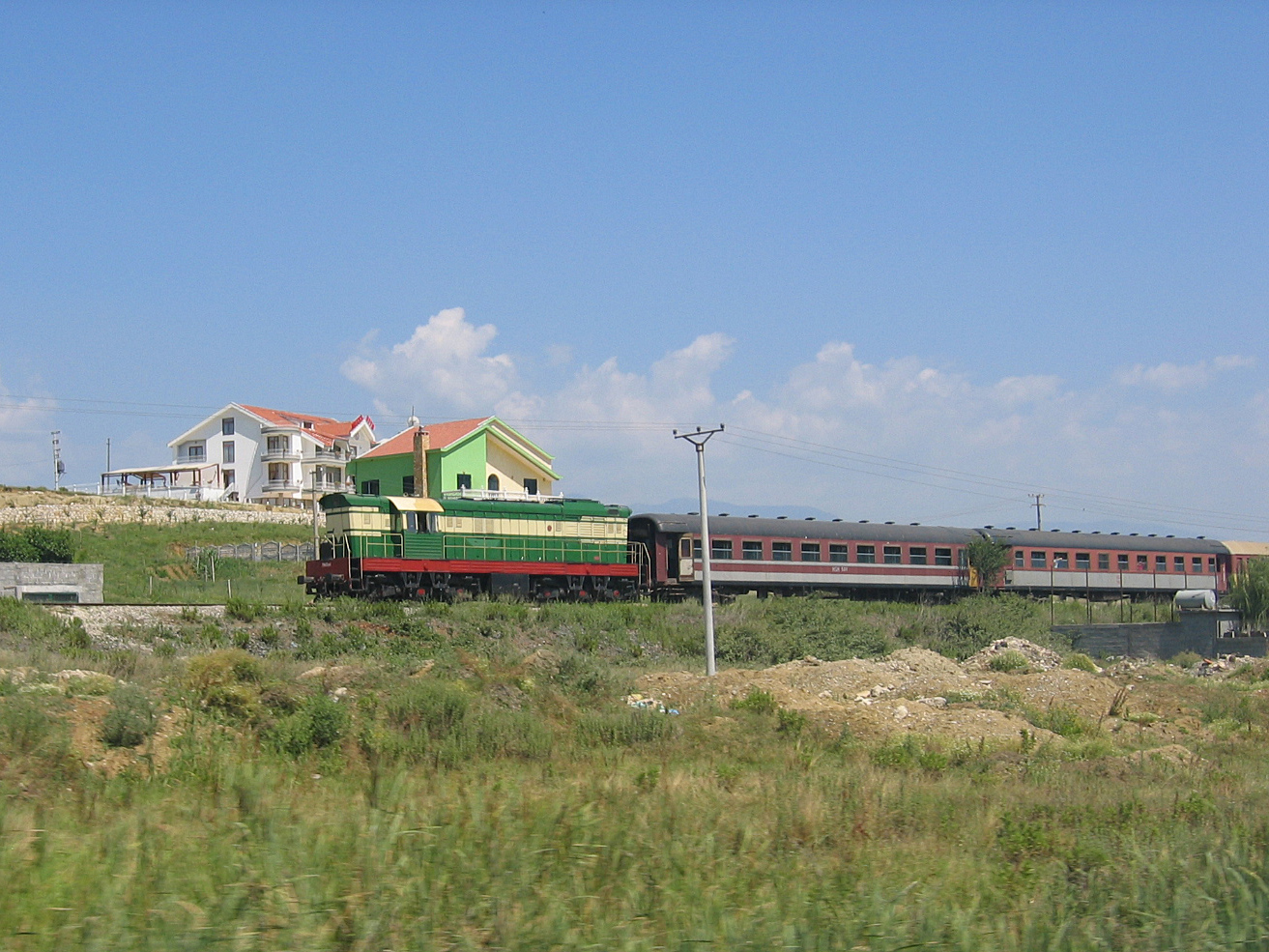
Alcune carrozze "Tipo 1959", nelle ferrovie albanesi Hekurudha e Shqipërisë, sulla tratta Tirana-Durrës, trainate da una locomotiva "ceca T 669", estate 2005.